# Partizip Futur Aktiv
Das Partizip Futur Aktiv, kurz PFA, ist in einigen Sprachen eine spezielle Verbform (Verbaladjektiv). Mit dem PFA kann eine spätere Handlung oder eine Absicht zum Ausdruck gebracht werden. In der deutschen Sprache steht nichts Vergleichbares in Gebrauch; Formen wie „loben werdend“ (der loben werdende Mann) sind theoretisch bildbar.

## Latein

### Allgemeine Bildung
Wie das Partizip Perfekt Passiv (PPP) wird auch das PFA vom Verbalstamm aus gebildet. Während beim PPP im Nominativ das Suffix -tum an den Wortstamm gehängt wird, ist das Suffix beim PFA -turum. Da Partizipien als Nominalformen dekliniert werden, enthält die Partizipialendung auch die Nominalendung. Da PPP und PFA auf gleiche Weise gebildet werden, ist ihr Stamm für gewöhnlich deckungsgleich, auch wenn dieser teilweise eine Abweichung vom eigentlichen Verbalstamm darstellt.
| Lateinischer Infinitiv | Deutsche Übersetzung | PPP      | PFA        |
| ---------------------- | -------------------- | -------- | ---------- |
| laudā-re               | loben                | laudātus | laudātūrus |
| manē-re                | bleiben              | mānsus   | mānsūrus   |
| fac-ere                | machen               | factus   | factūrus   |
| audī-re                | hören                | audītus  | audītūrus  |

### Ausnahmen
Es gibt jedoch wenige Ausnahmen, bei denen der Stamm der PFA-Form von dem der PPP-Form abweicht, etwa wenn das Perfekt eines Verbs unregelmäßig gebildet wird. Beispiele:
| Lateinischer Infinitiv | Deutsche Übersetzung | PPP    | PFA       | Beispiel                                             |
| ---------------------- | -------------------- | ------ | --------- | ---------------------------------------------------- |
| mor-ī                  | sterben              | mortus | moritūrus | Ave Caesar, moritūri te salutant. (Suet. Claud. 21)  |
| par-ere                | gebären, zeugen      | partus | paritūrus | uter populus alterī paritūrus foret (Vell. 2, 90, 3) |
| iuvā-re                | freuen               | iūtus  | iuvātūrus | iuvātūrum exercitum (Sall. Iug. 47, 2)               |

### Benutzung und Übersetzung
In der lateinischen Sprache drückt das PFA das Zeitverhältnis der Nachzeitigkeit einer Tätigkeit zum Prädikat eines Satzes aus, unabhängig davon, welches Tempus dieses hat. Es wird daher nachzeitig und aktivisch übersetzt. Das PFA steht in einer KNG-Kongruenz zu seinem Bezugswort und gehört zur 1. und 2. Deklination.
Das PFA bildet in Verbindung mit einer Form des Hilfszeitwortes esse (sowohl finit als auch infinit) die Coniugatio periphrastica activa, die im Gegensatz zum einfachen Futur, das die Zukunft neutral bezeichnet, von einer unmittelbaren Zukunft gebraucht wird, welche vom Sprecher als beabsichtigt oder in anderer Weise subjektiv gefärbt dargestellt wird.
Das PFA in attributiver Verwendung ist in klassischer Zeit fast gänzlich auf das adjektivierte futūrus beschränkt (z. B. aetās futūra – die künftige Zeit). Die attributive Verwendung anderer PFA ist dichterisch und/oder nachklassisch.
| Lateinischer Satz                      | Deutsche Übersetzung                                                     | Bedeutung |
| -------------------------------------- | ------------------------------------------------------------------------ | --- |
| Barbari accedunt expugnaturi urbem.    | Die Barbaren rücken heran, um die Stadt zu erobern.                      | Die Barbaren rücken heran, um die Stadt in baldiger Zukunft zu erobern.                                            |
| Barbari accesserunt expugnaturi urbem. | Die Barbaren sind herangerückt, um die Stadt zu erobern.                 | Die Barbaren sind herangerückt, um die Stadt später zu erobern, was jedoch inzwischen bereits geschehen sein kann. |
| Monītūrus sum.                         | Ich will ermahnen / Ich bin im Begriff zu ermahnen / Ich werde ermahnen. | |

## Altgriechisch

### Allgemeine Bildung
Neben dem Partizip Futur Passiv und Partizip Futur Medium gibt es im Altgriechischen auch das Partizip Futur Aktiv. Das PFA wird gebildet, indem an den Verbalstamm das für das Futur typische σ und die Kasus-Endung des Partizips angehängt wird. Dieses Sigma verschmilzt dabei mit bestimmten Konsonanten zu ξ oder ψ.
| Griechischer Infinitiv | Transkription | Deutsche Übersetzung | PFA                   |
| ---------------------- | ------------- | -------------------- | --------------------- |
| παιδεύ-ειν             | paideuein     | erziehen             | παιδεύ-σ-ων           |
| ἄγ-ειν                 | agein         | führen               | ἄξ-ων (= ἄγ-σ-ων)     |
| γράφ-ειν               | graphein      | schreiben            | γράψ-ων (= γράφ-σ-ων) |

## Esperanto
Auf Esperanto endet das Partizip Futur Aktiv auf -onta und wird für nachfolgende oder in der Zukunft stattfindende Aktionen verwendet. Wörtlich heißt z. B. vidonta „ein Sehen-werdender“. Eine gute Übersetzungsmöglichkeit ist „im Begriff, zu sehen“. Wie alle zusammengesetzten Formen ist diese in der gesprochenen Sprache nicht gebräuchlich.
Beispiele
- La virino salutonta vin estas tre afabla. – Die Frau, die dich gleich grüßen wird, ist sehr nett.
- La venonta monato estas marto. – Der kommende Monat ist März.

Außerdem gibt es eine Passiv-Form, die auf -ota endet.
Beispiele
- La skribota letero devas aspekti bela. – Der Brief, der geschrieben werden wird, muss schön aussehen.
- La manĝota kuko estas tre seka. – Der Kuchen, der gegessen werden wird, ist sehr trocken.

## Litauisch
Im Litauischen gibt es ein sowohl aktives wie passives Partizip Futur, z. B. rašysima knyga („das Buch, das geschrieben werden wird“) oder Gimė vaikas valdysiantis pasaulį („Ein Kind wurde geboren, das die Welt regieren wird“).

## Türkisch
Im Türkischen wird das Futur mit der an den Stamm angehängten Endung -acak bzw. -ecek gebildet. Es kann sowohl prädikativ mit Personalsuffixen verwendet werden und bildet dann die finite Verbform des Futurs, als auch attributiv und fungiert dann wie ein Adjektiv:
- adam yakında gelecek: „Der Mann wird bald kommen“
- gelecek ay: „im kommenden Monat“

Das attributiv verwendete Partizip Futur kann durch das Wort olan (Partizip Präsens zu olmak „sein, werden“) spezifiziert werden:
- inecek yolcular: „Passagiere, die aussteigen wollen“
- Sirkeci istasyonunda inecek olan mavi giyimli yolcu: „Der Passagier im blauen Anzug, der am Bahnhof Sirkeci aussteigen wird“

Weil im Türkischen die Genera Verbi Passiv, Reflexiv, Reziprok und Kausativ formal selbständige abgeleitete Verben sind, haben auch sie jeweils ein eigenes Partizip Futur, das in gleicher Weise gebildet wird. Beispiele:
- mektup yazacak adam: „Ein Mann, der einen Brief schreiben will“
- yazılacak mektup: „Ein Brief, der geschrieben werden muss/soll“ (Passiv)
- mektup yazışacak dostlar: „Freunde, die einander Briefe schreiben wollen“ (Reziprok)